# Anna Maclová
Anna Maclová (* 9. února 1960 Trenčín) je manažerka, někdejší dlouholetá ředitelka Oblastní charity Hradec Králové, česká politička, v letech 2012 až 2024 zastupitelka Královéhradeckého kraje, od roku 2011 náměstkyně primátora Hradce Králové, nestraník za KDU-ČSL.

## Život
Pochází ze Slovenska, v Trenčíně vystudovala zahraniční obchod na tamější střední ekonomické škole. Z politických (vystoupení otce z KSČ) a náboženských důvodů se nedostala na vysokou školu. Rok pracovala jako referentka mezinárodní přepravy v podniku zahraničního obchodu Kerametal v Bratislavě. Následně byla na odvolání přijata na Obchodní fakultu Vysoké školy ekonomické v Bratislavě, kde vystudovala vnitřní obchod. Souběžně absolvovala mezioborové studium žurnalistiky na Filozofické fakultě Univerzity Komenského v Bratislavě. Během studií se podílela na založení Bioklubu Príroda a zdravie.
V letech 1984 až 1987 pracovala jako redaktorka oborového periodika Československého kamenoprůmyslu – Slova kamenoprůmyslu. V říjnu 1987 se přestěhovala za svým manželem do Hradce Králové. Do roku 1995 pak pracovala jako referentka propagace podniku Československé hudební nástroje. Po mateřské dovolené nastoupila do Střediska amatérské kultury Impuls, kde se mimo jiné podílela na založení Volného sdružení východočeských fotografů a vzniku časopisu Fotoimpuls.
V říjnu 1997 uspěla ve výběrovém řízení na post ředitelky Oblastní charity Hradec Králové, kam od ledna 1998 nastoupila. V oblastní charitě působila až do roku 2011.
Anna Maclová je vdaná (její manžel Petr pracuje jako terénní sociální pracovník v Domě Matky Terezy). Je matkou tří synů, Ondřeje (* 1989), Tadeáše (* 1992) a Mariánka (1998–2000). Žije v Hradci Králové.

## Politické působení
Do politiky se pokoušela vstoupit, když v komunálních volbách v roce 1994 kandidovala jako nestraník za KDS v rámci „Koalice KDS, DEU“ do Zastupitelstva města Hradce Králové, ale neuspěla. Nepodařilo se jí to ani o 12 let později ve volbách v roce 2006, kdy kandidovala jako nestraník za KDU-ČSL. Uspěla až v roce 2010 jako nestraník za KDU-ČSL za subjekt „Doma v Hradci“ (tj. koalice SNK-ED, KDU-ČSL). Po rezignaci svého kolegy byla v říjnu 2011 zvolena uvolněnou náměstkyní primátora pro oblast školství, sociálních věcí a zdravotnictví. V komunálních volbách v roce 2014 vedla jakožto nestraník za KDU-ČSL kandidátku subjektu „Koalice pro Hradec“ (tj. KDU-ČSL a Nestraníci) a byla opět zvolena zastupitelkou.
V krajských volbách v roce 2012 byla zvolena jako nestraník za KDU-ČSL v rámci subjektu „Koalice pro Královéhradecký kraj“ (tj. KDU-ČSL, HDK a VPM) do Zastupitelstva Královéhradeckého kraje. Stala se členkou Výboru pro výchovu, vzdělávání a zaměstnanost a Výboru sociálního. Ve volbách v roce 2016 mandát krajské zastupitelky za stejný subjekt obhájila.
Dvakrát neúspěšně kandidovala jako nestraník za KDU-ČSL v Královéhradeckém kraji ve volbách do Poslanecké sněmovny PČR. Poprvé v roce 2010 a podruhé v roce 2013. Ve volbách do Senátu PČR v roce 2014 kandidovala jako nestraník za KDU-ČSL v obvodu č. 45 – Hradec Králové. Se ziskem 11,06 % hlasů skončila na 4. místě a nepostoupila tak ani do kola druhého.
V krajských volbách v roce 2020 obhájila jako nestraník za KDU-ČSL post zastupitelky Královéhradeckého kraje, když kandidovala za subjekt „Koalice pro Královéhradecký kraj – KDU-ČSL – VPM – Nestraníci“. Na kandidátce původně figurovala na 10. místě, ale vlivem preferenčních hlasů skončila třetí. V krajských volbách v roce 2024 obhajovala z pozice nestraníka za KDU-ČSL post zastupitelky Královéhradeckého kraje, a to na kandidátce uskupení „SILNÍ LÍDŘI pro kraj - ODS, KDU-ČSL a VÝCHODOČEŠI“, ale neuspěla.